# Antiinflamatori
Antiinflamatori (o rarament anomenat antiflogístic) és aquell fàrmac que prevé o combat la inflamació.
Destaquen dues classes principals d'antiinflamatoris:
- Glucocorticoides.
- Antiinflamatoris no esteroidals.

Són moltes les plantes i productes derivats que tenen aquest efecte, entre ells:
- L'àlber
- L'àrnica
- La camamilla
- La civada
- El freixe de fulla gran
- La fumdeterra
- El pericó
- El plantatge de fulla estreta
- Pulmonaria officinalis
- La regalèssia
- El salze blanc
- Tabebuia impetiginosa
- La viola tricolor
- El gàlban